# R12 (Republica Moldova)
R12 este o șosea în partea nord-estică a Republicii Moldova, cu o lungime de km. Având un statut de drum republican, acesta leagă Dondușeni via Drochia  cu Pelinia. Drumul începe de la joncțiunea cu Drumul Republican R8 și pe lângă Pelinia drumul este continuat de M5 pe lângă Aeroportul Internațional Bălți-Leadoveni până la Bălți.